# Герхард Лузенті
Герхард Лузенті (італ. Gerhard Lusenti, 24 квітня 1921, Цюрих — червень 1996) — швейцарський футболіст, що грав на позиції нападника за клуби «Янг Феллоуз» та «Беллінцона», а також національну збірну Швейцарії.

## Клубна кар'єра
У футболі дебютував 1947 року виступами за команду «Янг Феллоуз», в якій провів один сезон. 
1948 року перейшов до клубу «Беллінцона», за який відіграв 4 сезони. Завершив професійну кар'єру футболіста виступами за команду «Беллінцона» у 1952 році.

## Виступи за збірну
1947 року дебютував в офіційних матчах у складі національної збірної Швейцарії. Протягом кар'єри у національній команді провів у її формі 15 матчів, забивши 2 голи.
У складі збірної був учасником чемпіонату світу 1950 року у Бразилії, де зіграв з Югославією (0-3), з Бразилією (2-2) і з Мексикою (2-1). 
Помер у червні 1996 року.